# En el pozo María Luisa

En el pozo María Luisa (En el pozu María Luisa en asturien, Dans le puits María Luisa en français) est une chanson populaire emblématique des vallées minières asturiennes, connue également sous le titre Santa Bárbara bendita.
Le texte évoque un mineur maculé de sang relatant à sa femme (Maruxina) l'accident survenu en 1949 au puits de mine María Luisa, à Langreo, en Asturies. Un coup de grisou y causa alors la mort 17 de mineurs.
L'autre titre de cette chanson fait référence à Sainte Barbe, patronne des mineurs.
Extrêmement populaire, cette chanson s'entend fréquemment dans les fêtes, hommages ou cérémonies officielles en Asturies. De nombreuses versions en ont été déclinées par des artistes tels que Nuberu, Nacho Vegas, le Coro Minero de Turón, Sara French Quintette, Gibelurdinek, El Violinista del Amor y los pibes que miraban, etc.

## Déclinaisons dans la chanson bretonne
Gilles Servat donna une interprétation de En el pozo María Luisa en 2011, dans son album Ailes et îles.
Par ailleurs, la mélodie en fut adaptée par le groupe breton les Gabiers d'Artimon pour une chanson évoquant la grève des sardinières de Douarnenez.

## Paroles
En asturien
Nel pozu María Luisa
Trailarai larai, trailarai
Nel pozu María Luisa
Trailarai larai, trailarai
Morrieron cuatro mineros
mirái, mirái Maruxina, mirái
mirái como vengo yo
Traigo la camisa roxa
Trailarai larai, trailarai
Traigo la camisa roxa
Trailarai larai, trailarai
De sangre d'un compañeru
Mirái, mirái Maruxina, mirái
mirái como vengo yo
Traigo la cabeza rota
Trailarai larai, trailarai
Traigo la cabeza rota
Trailarai larai, trailarai
Que me la rompió un barrenu
Mirái, mirái Maruxiña, mirái
mirái como vengo yo
Santa Bárbara bendita
Trailarai larai, trailarai
Santa Bárbara bendita
Trailarai larai, trailarai
patrona de los mineros
Mirái, mirái Maruxina, mirái
mirái como vengo yo
Patrona de los mineros
Mirái, mirái Maruxiña, mirái
mirái como vengo yo